# Станіслав Боніфацій Мнішек
Станіслав Боніфацій Мнішех (1580 — вночі з 19 на 20 грудня 1644) — польський шляхтич, урядник Речі Посполитої. Представник роду Мнішеків.

## Життєпис
Батько — львівський староста, сандомирський воєвода Єжи Мнішек, матір — дружина батька Ядвиґа з Тарлів, сестра — Марина Мнішек (1588—1614) — московська цариця.
Посади: львівський (призначений 11 вересня 1613 року), глинянський, самбірський староста, другий чоловік Софії з Головчинських — матері Адама Олександра Санґушка Був винен, якийсь час не сплачував львівському купцю Філіппу Дуччі 250 злотих. 1592 року разом з братом Стефаном Яном записався до універ. Падуї. Сяноцьке староство отримав після смерті брата Стефана Яна 1602 року, яке після отримання Львівського відступив брату Францішку Бернарду. 17 жовтня 1604 року брав участь в урочистому в'їзді Лжедмітрія до Києва.
Майнова ситуація Мнішеків після смерті батька була складною, після смерті він залишив значні борги, через які разом з Францішком Бернардом були піддані баніції. Король 17 березня 1623 відклав її, 30 травня 1633 — скасував через їх заслуги. Родову резиденцію в Ляшках, Хирів з околицями разом з Францішком Бернардом переказав угорському магнату Юрію Другету (Гуменному). Ляшки повернулись до них 1638 року, тоді за 20000 злотих зрікся прав на неї для брата. Позичав значні суми в жидівських банкірів Львова, інших міст Руського воєводства. Визискував міщан та селян з королівщин, що призводило до конфліктів, втручання короля. Частину цих коштів віддава на потреби костелів, кляшторів.
Недовго був одруженим, дітей в шлюбі не мав.